# Per curiam

Un jugement per curiam est un jugement rendu par un tribunal ou une cour dont l'auteur n'est pas connu car non signé. En principe, tout jugement rendu par une juridiction de droit français (ou belge, etc.) serait techniquement un jugement « per curiam », même si cette expression est ignorée par la science du droit romano-civiliste. Au contraire, cette expression est utilisée généralement dans les traditions juridiques anglo-saxonnes où les juges des cours d'appel, fédérales ou de district, ont la possibilité de rendre des opinions dissidentes face au jugement majoritaire mais qui, pour une raison ou pour une autre, ne le veulent pas. Cette pratique de la dissidence existe également au Québec par influence anglo-saxonne sur des cours statuant aussi en droit romano-civiliste.

## Aux États-Unis
Les décisions de la Cour suprême des États-Unis sont rarement per curiam, la cour préférant réserver cette forme de jugement pour les seuls cas où la décision serait unanime (ou parfois majoritaire), chose fort rare. Les exemples sont :
- Furman v. Georgia, 408 U.S.  238 (1972)
- Buckley v. Valeo, 424 U.S.  1 (1976)
- Bush v. Gore, 531 U.S.  98 (2000) (décision per curiam, donc non signée, de la majorité de la cour, mais avec diverses opinions dissidentes signées)
- Trump v. Hawaii et al. (en), 582 U.S. (2017), 26 juin 2017 : Opinion de la Cour permettant au président Trump d'appliquer l'essentiel de son décret interdisant l'entrée aux États-Unis des nationaux de plusieurs pays pendant trois mois -- adoptée à l'unanimité et per curiam ; une opinion partiellement dissidente signée (opinant contre les restrictions introduites par la Cour[1]).
- O'Connor v. O'Connor, Supreme Court of Connecticut, 201 Conn. 632, 519 A.2d 13 (1986)